# Challenger de Lexington 2013
El Fifth Third Bank Tennis Championships 2013 fue un torneo de tenis profesional que se jugó en pistas duras. Se trató de la 18.ª edición del torneo que forma parte del ATP Challenger Tour 2013 . Tuvo lugar en Lexington, Estados Unidos entre el 22 y el 28 de julio de 2013.

## Jugadores participantes del cuadro de individuales

### Cabezas de serie
| País                      | Jugador         | Rank1 | Favorito |
| Bandera de Ucrania        | Illya Marchenko | 118   | 1        |
| Bandera de Bélgica        | Olivier Rochus  | 153   | 2        |
| Bandera de Bélgica        | Ruben Bemelmans | 142   | 3        |
| Bandera de Estados Unidos | Alex Kuznetsov  | 157   | 4        |
| Bandera de Estados Unidos | Bradley Klahn   | 161   | 5        |
| Bandera de Australia      | James Duckworth | 164   | 163      |
| Bandera de Japón          | Tatsuma Ito     | 174   | 7        |
| Bandera de Túnez          | Malek Jaziri    | 177   | 8        |
| ------------------------- | --------------- | ----- | -------- |

- 1 Se ha tomado en cuenta el ranking del día 15 de julio de 2013.

### Otros participantes
Los siguientes jugadores recibieron una invitación (tenista invitado), por lo tanto ingresan directamente al cuadro principal:
- Eric Quigley
- Alexis Musialek
- Filip Peliwo
- Mitchell Krueger

Los siguientes jugadores ingresan al cuadro principal tras disputar el cuadro clasificatorio:
- Greg Jones
- Greg Ouellette
- Tennys Sandgren
- Ilija Bozoljac

## Jugadores participantes en el cuadro de dobles

### Cabezas de serie
| País                      | Jugador       | País                     | Jugador         | Rank1 | Favorito |
| Bandera de la India       | Purav Raja    | Bandera de la India      | Divij Sharan    | 199   | 1        |
| Bandera de Australia      | Adam Feeney   | Bandera de Australia     | Matt Reid       | 408   | 2        |
| Bandera de Bélgica        | Maxime Authom | Bandera de Bélgica       | Ruben Bemelmans | 439   | 3        |
| Bandera de Estados Unidos | Bradley Klahn | Bandera de Nueva Zelanda | Michael Venus   | 482   | 4        |
| ------------------------- | ------------- | ------------------------ | --------------- | ----- | -------- |

- 1 Se ha tomado en cuenta el ranking del día 15 de julio de 2013.

## Campeones

### Individual Masculino
- James Ward  derrotó en la final a  James Duckworth por 4-6, 6-3, 6-4.

### Dobles Masculino
- Frank Dancevic /  Peter Polansky derrotaron en la final a  Bradley Klahn /  Michael Venus por 7-5, 6-3.